# Антоніна Гуллес
Антоніна Фрідман, у шлюбі Гуллесова (пол. Antonina Hullesowa; 19 січня 1872, Коломия — 1942, концентраційний табір Белжець) — коломийська громадсько-політична діячка та благодійниця єврейського походження.

## Життєпис
Народилася Антоніна Фрідман 19 січня 1872 року в Коломиї в єврейській родині Самуеля та Леа Фрідманів.
Однією з перших документально зафіксованих згадок про неї як громадську діячку є в коломийській газеті «Goniec Pokucki» за 4 липня 1907 року, де вона згадана як людина, яка виступила в Товаристві народних шкіл.
Станом на 1925 рік вона була членкинею Товариства опіки над єврейськими сиротами, а також заступницею очільника Єврейської ради сиріт та охорони молоді.
У 1928 році Антоніна Фрідман плідно співпрацювала з товариством «Братство», яке виділило 150 злотих на утримання Будинку єврейських сиріт. У жовтні 1928 року на запрошення коломийського старости Скварчинського була долучена до обговорення відзначення 10-річчя незалежності Польщі. У січні 1930 року Гуллесова стала очільницею Єврейської народної кухні. У травні 1930 року Антоніна Гуллес увійшла до організаційного комітету коломийського осередку Міжнародної жіночої єврейської організації «Wizo».
Впродовж 1930-х була вихователькою Єврейського будинку сиріт, який фінансово підтримувала.
Гуллесова згодом увійшла до дорадчої ради в листопаді 1932 року і разом із Сожанською очолила відділ соціального забезпечення при ній у січні 1933 року. Впродовж 1932—1933 років Гуллес разом із Сінгер створила Комітет при єврейській кухні для надання допомоги школярам.
У грудні 1933 року стала кандидаткою в депутати міської ради, яким і стала пізніше, а в 1934 році стала делегаткою Єврейського комітету секції Товариства опіки при магістраті.
У січні 1935 року стала членкинею комітету із розбудови польських шкіл за межами Польщі у рамках Фонду польської освіти за кордоном.
У червні 1937 року була членкинею одного з округів опікунської ради при магістраті, який опікувався німецькими колоніями на околицях Коломиї.
Гуллес також була активною благодійницею: неодноразово виділяла кошти на утримання Єврейської народної кухні.
У 1942 році Антоніна Гуллес загинула в концентраційному таборі Белжець.

## Особисте життя
Антоніна Гуллес була одружена з Самуелем Гуллесом, багаторічним бухгалтером Каси Ощадності, який помер 7 грудня 1929 року. 9 червня 1895 року народила доньку Броніславу Гуллес (у шлюбі Вагманн), котра теж загинула під час Голокосту в концентраційному таборі Белжець.